# Lubersac
Lubersac en francés y oficialmente, Liberçac en occitano, es una localidad y comuna francesa situada en el departamento de Corrèze, en la región de Lemosín. 
Su gentilicio en francés es Lubersacois. 

## Demografía
| 3428 | 3026 | 3082 | 3631 | 3768 | 3882 | 3850 | 3853 | 3878 | 3702 | 3826 | 3668 | 3690 | 3817 | 3876 | 3905 | 3980 | 3719 | 3748 | 3651 | 3268 | 3243 | 3137 | 3011 | 2899 | 2635 | 2513 | 2444 | 2395 | 2397 | 2248 | 2169 | 2279 |
| Para los censos de 1962 a 1999 la población legal corresponde a la población sin duplicidades (Fuente: INSEE [Consultar]) |      |      |      |      |      |      |      |      |      |      |      |      |      |      |      |      |      |      |      |      |      |      |      |      |      |      |      |      |      |      |      |      |

sansdoublescomptes= 1962 }}

## Patrimonio
- La Maison renaissance, ayuntamiento y oficina de turismo
- Château du Verdier, patrimonio feudal de la familia Lubersac
- Iglesia de Saint-Hilaire, siglo XII
- Iglesia de Saint-Étienne, construida hacia el 950, clasificada Monumento Histórico en 1910.